# Milton Center (Ohio)
Pour l’article homonyme, voir Milton Center.
Milton Center est un village américain situé dans le comté de Wood, dans l'Ohio. Selon le recensement de 2010, sa population est de 144 habitants.